# Diocese de Cremona
A Diocese de Cremona (Dioecesis Cremonensis) é uma circunscrição eclesiástica da Igreja Católica na Itália, pertencente à Província Eclesiástica de Milão e à Conferenza Episcopale Italiana, sendo sufragânea da Arquidiocese de Milão.
A sé episcopal está na Catedral de Cremona, na Região da Lombardia.

## Territorio
Em 2016 contava 317 mil batizados numa população total de 366 mil habitantes, cerca de 86,5% do total.
O territorio è dividido em 224 paròquias, e vai até Casalmaggiore, ao extremo leste da provincia. Ao noroeste chega atè a comuna de Cassano d'Adda e o Santuario de Nossa Senhora de Caravaggio.
Não faz parte da Diocese a Cidade de Crema, que tem jurisdição eclesiastica pròpria.

## História
Já no ano 55 tinha-se noticia da presença cristã no território. A Diocese foi erigida no século IV.
O bispo mais famoso da época da Idade-média foi Liuprando, diplomático em Constantinopla.
Durante a ocupação francesa, o bispo Omobono Offredi obteve de Napoleão o calice de ouro pertencido à São Carlos Borromeu.
Desde 1962, o bispo Danio Bolognini nomeou Nossa Senhora de Caravaggio co-padroeira da diocese.

## Lista dos Bispos do século XX
Bispos recentes:
- Geremia Bonomelli † (27 de outubro 1871 - 3 de agosto 1914)
- Giovanni Cazzani † (15 de dezembro 1915 - 26 de agosto 1952)
- Danio Bolognini † (25 de novembro 1952 - 2 de dezembro 1972)
- Giuseppe Amari † (5 de março 1973 - 15 de março 1978 nomeado bispo de Verona)
- Fiorino Tagliaferri † (28 de outubro 1978 - 26 de maio 1983 nomeado assistente geral da Ação Católica Italiana).
- Enrique Assi † (26 de maio 1983 - 16 de setembro 1992)
- Giulio Nicolini † (16 de fevereiro 1993 - 26 de junho 2001)
- Dante Lafranconi, (8 de setembro 2001 - 16 de novembro de 2015)
- Antonio Napolioni, (desde 16 de novembro de 2015)